# Gorgone miniopila
Gorgone miniopila là một loài bướm đêm trong họ Noctuidae.